# Skyskrapor i Dubai

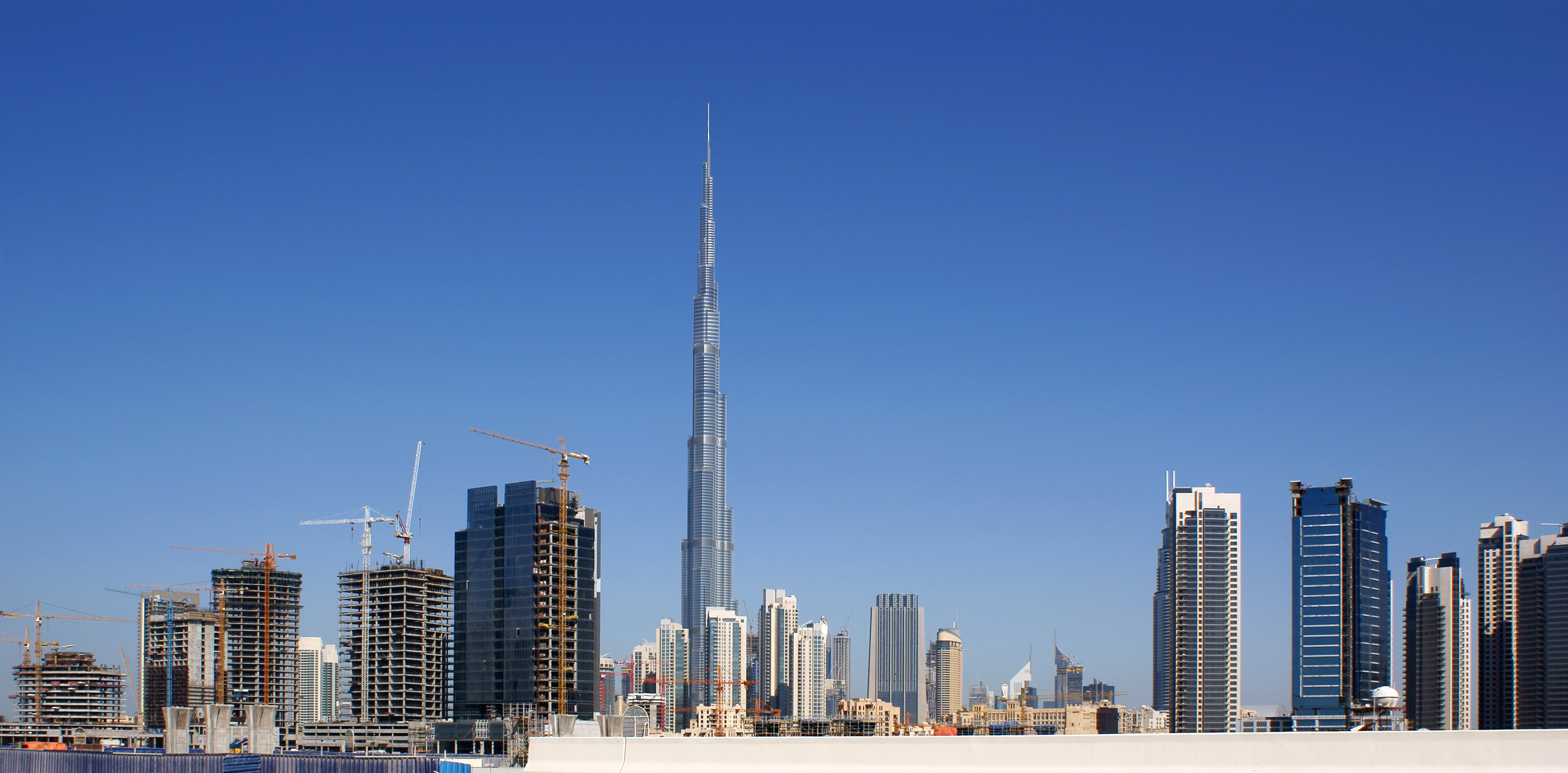
Ett antal byggnader i olika stadier.

Dubai den största staden i Förenade Arabemiraten lanserade i maj 2008 projekt för byggandet av sammanlagt minst 56 skyskrapor med en höjd över 300 meter. Arton (18) av dessa är än så länge färdigbyggda.
Kronan på verket är Burj Khalifa, färdigställd 2010, som med sina 828 meter och 163 våningar är världens högsta byggnad.. Den näst högsta byggnaden i Dubai är den 414 meter höga Princess Tower vilken är världens högsta byggnad för bostäder. Skyskraporna i Dubai finns främst i tre delar av staden: utefter Sheikh Zayed Road, samt i distrikten Dubai Marina och Business Bay.

## Historia
World Trade Center var Dubais första skyskrapa med en höjd på 149 meter och 40 våningar. Den stod klar år 1979.
I slutet av 1990-talet tog byggboomen fart i Dubai med bland annat Burj Al Arab och Emirates Towers i spetsen som färdigställdes år 1999 och 2000.
År 2003-2004 fortsatte byggboomen, Burj Dubai (sedermera Burj Khalifa) som är världens högsta byggnad började byggas och man började bygga skyskrapor i Dubai Marina-området. I slutet av år 2005 var 7 skyskrapor på över 300 meter under uppbyggnad, däribland 23 Marina som blev 393 meter hög när den färdigställdes 2012.
2013 hade Dubai nästan hundra byggnader med en höjd av 200 meter eller högre.